# Constitutions salvadoriennes

Drapeau actuel du Salvador.

Le Salvador a été régi par quinze constitutions depuis son indépendance de l'Espagne au début du XIXe siècle. La grande majorité de ces documents a été rédigée et promulguée sans participation populaire. En effet, la nature du système politique dominé par une élite restreinte, et le régime au pouvoir présidentiel fort, dont les tenants sont issus de l'oligarchie terrienne ou de l'armée, expliquent la durée d'application relativement courte de la plupart de ces textes.  
Certaines d'entre elles ont été rédigées dans le seul but de fournir une base à la prolongation du mandat d'un président, tandis que d'autres ont été créées pour légitimer les prises de pouvoir ex post facto. 

## De 1824 à 1885
La première constitution salvadorienne a été produite en 1824. Elle a déclaré l'indépendance du Salvador, désormais membre des provinces unies d'Amérique centrale. La dissolution de cette république fédérale a rendu nécessaire la promulgation d'une nouvelle constitution en 1841, le Salvador devenant une république indépendante à part entière.  
La constitution de 1841 établit une législature bicamérale et fixe un mandat de deux ans au président de la nation, sans possibilité de réélection. Cette dernière caractéristique a directement contribué à la disparition du texte en 1864, lorsque le président Gerardo Barrios prolongeant son mandat par décret législatif, et abrogeant de fait la constitution.
La même année, Barrios a remplacé la constitution de 1841 par une autre qui porte le mandat présidentiel à quatre ans et autorise une réélection. Cette question du mandat présidentiel s'est avérée être un sujet de discorde majeur au cours des deux décennies suivantes. La constitution de 1871, rédigée par les forces libérales progressistes renaissantes, rétablit le mandat de deux ans, interdit la réélection immédiate et renforce le pouvoir législatif. Toutefois, ce document a également mis à mal lorsque le président Santiago González l’a remplacé par la constitution de 1872, qui établit le mandat présidentiel pour une durée de quatre ans. De même, la constitution de 1880 a été utilisée pour prolonger le mandat du président Rafael Zaldivar. Le mandat de quatre ans a été maintenu dans la constitution de 1883, mais il est finalement réduit à trois ans dans la constitution de 1885. Cette constitution, bien que jamais entrée officiellement en vigueur, en raison du renversement de Zaldivar par Francisco Menendez, est néanmoins un texte influent, constituant la base de la constitution de 1886, la plus durable de l'histoire salvadorienne

## De 1886 à 1983

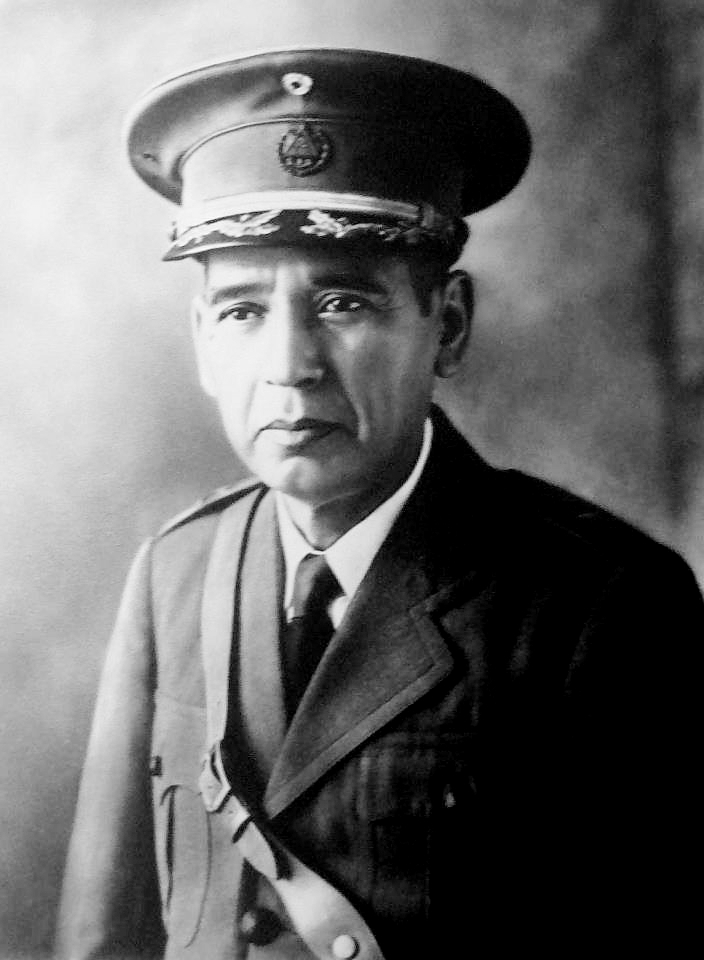
Maximiliano Hernández Martínez, président du Salvador, en 1940.

La constitution de 1886 prévoyait un mandat présidentiel de quatre ans sans réélection immédiate et instaurait une législature monocamérale. Certaines limites au pouvoir présidentiel ont été incorporées, notamment le fait que tous les décrets ou ordres de l'exécutif doivent respecter les dispositions énoncées dans la constitution. Ce « test » constitutionnel de l'action de l'exécutif constituait, du moins en théorie, un pas important vers un système gouvernemental institutionnalisé, et souhaitait éviter l'accaparement du pouvoir par des caudillos égoïstes. La constitution de 1886 reste en vigueur dans sa forme originale jusqu’en janvier 1939. Elle est rétablie et modifiée après la Seconde Guerre mondiale. Le président Maximiliano Hernández Martínez a conçu la constitution de 1939 pour assurer son pouvoir, portant le mandat présidentiel de quatre à six ans. Les efforts de Martinez pour étendre encore plus son pouvoir en insérant une disposition contraignante pour l'élection législative unique du président, sont l'un des nombreux griefs alimentant les troubles dans le pays. Il perd le pouvoir en 1944
La constitution en place pendant la guerre a été révisée la même année. Bien que techniquement intitulée « Réformes de 1944 », ce texte est parfois appelé « Constitution de 1944 ». Elle a été supplantée par la constitution de 1945, qui n'a duré qu'un an. La constitution de 1886, sous forme modifiée, a été rétablie en 1946. Ces changements traduisaient l’incertitude politique qui régnait au Salvador entre la fin du mandat de Martinez et le coup d'état dirigé par l’armée en 1948
La constitution issue de la révolution de 1948 et de l'élection d'Oscar Osorio à la présidence fut nommée la constitution de 1950. Elle conserve une législature monocamérale et change le nom de l'Assemblée Nationale en Assemblée législative. Ce texte a également rétabli un mandat présidentiel de six ans sans réélection immédiate, et a accordé pour la première fois le droit de vote aux femmes salvadoriennes
Une assemblée constituante nommée par le directoire civilo-militaire, et présidée par le colonel Julio Adalberto Rivera, a rédigé un document qui a été promulgué comme la constitution de 1962, mais qui était fondamentalement assez similaire à la constitution de 1950. Il est remplacé en 1983, date à laquelle les garanties individuelles et politiques de la constitution sont  suspendues par l'état d'urgence, en pleine guerre civile.